# 穆嫔
穆嬪陳氏，蘇州平民陳岐山之女，清朝康熙帝之嬪。

## 生平
目前並不清楚她是在何時被康熙帝收為後宮主位，僅知康熙四十六年的檔案中並未有以「白」字作為稱號的後宮主位。康熙五十五年五月十六日巳時，生皇二十四子和碩諴恪親王允祕。
康熙六十一年十二月，剛登極的雍正帝尊封一批先朝妃嬪，實錄稱「現在有曾生兄弟之母未經受封者，俱應封為貴人」，陳氏應在此時被尊封為皇考白貴人。白貴人稱號的滿文為「bo」，即老北京「白」字的正確發音。雍正三年三月的宮廷檔案中，「白貴人」之名並沒有出現在寧壽宮主位之列，原因不詳，但是一份整理雍正初年至乾隆三十二年，內務府給寧壽宮的貴人、常在們發放宮分銀兩的名單中，就出現過「白貴人」之名，而且乾隆年間蕭奭所撰的《永憲錄》亦稱白貴人居寧壽宮，但就誤稱她姓白氏，在雍正五年十一月十八日去世。
雍正四年或之前，白貴人去世。雍正四年三月的宮廷檔案中，曾有總管太監為白貴人傳送金棺而支取銀兩的記錄。雍正五年，將為榮妃、白貴人修圈之石運至陵地時，紅門東邊柵欄狹窄，使大車不能通行，欽天監擇得九月二十六日未刻拆牆動土為佳。同年十二月初四日，榮妃與白貴人的金棺入葬景陵妃園寢 (今河北省遵化縣清東陵) 。
雍正十三年十一月，剛登極的乾隆帝下旨：「允禕、允禧、允祜、允祁、允袐之母侍奉皇祖多年，今允禕等晉封王、貝勒，伊等之母著晉封為嬪」。乾隆元年十二月，正式被追封為皇祖穆嬪。

## 冊文
椒塗表德，揚茂典於重闈；蘭殿垂休，晉榮封於奕葉。鴻名再上，瑤冊增輝。皇祖貴人陳氏，秉性恪恭，持躬勤慎。令儀夙著，翬衣協圖史之規；慶澤方長，燕翼衍屏藩之祚。閫儀雖遠，淑範猶存。絲綸久被於當年，位號宜崇於此日。謹以金冊尊為皇祖穆嬪。于戲！緬泉墟而懷懿問，彤管流芳；歷霜露以蒍隆稱，瓊函耀採。謹言。